# Soyans
Soyans este o comună în departamentul Drôme din sud-estul Franței. În 2009 avea o populație de 335 de locuitori.

## Evoluția populației
| An        | 1975 | 1982 | 1990 | 1999 | 2006 | 2009 |
| --------- | ---- | ---- | ---- | ---- | ---- | ---- |
| Populație | 225  | 244  | 253  | 299  | 328  | 335  |